# فن تدوین فیلم
فن تدوین فیلم کتابی از کارل رایتس و گوین میلار با ترجمهٔ وازریک درساها کیان است که در سال ۱۳۶۷ منتشر و در مراسم کتاب سال جمهوری اسلامی ایران به‌عنوان کتاب شایسته تقدیر معرفی شد.